# Rivière George
Der Rivière George ist ein ca. 604 km langer Fluss im nördlichen Québec in Kanada.
Weitere Bezeichnungen für den Fluss sind: englisch George River; Kangirsualujjuap Kuunga („Fluss der großen Bucht“); Naskapi: Mushuan Shipu („Fluss ohne Bäume“), Metsheshu Shipu („Adler-Fluss“).

## Geografie
Der Rivière George hat seinen Ursprung 175 km östlich von Schefferville im Lac Jannière, in einem Sumpfgebiet gelegen. Die Seen im Oberlauf des Flusses sind seicht und miteinander über Stromschnellen verbunden. Die ersten 40 Kilometer fließt der Rivière George nach Westen. Anschließend biegt er nach Norden ab und behält seinen Kurs in nördlicher bis nordnordwestlicher Richtung bis zu seiner Mündung bei. Unterhalb des Lac Advance bildet der Fluss Stromschnellen, bis er den 35 km langen Lac de la Hutte Sauvage (Naskapi: Mushuan Nipi („Der große See im Ödland“)) erreicht. Im Unterlauf durchquert der Fluss den westlichen Teil des Parc national Ulittaniujalik. Der Aussichtspunkt Pic Pyramide befindet sich am rechten Flussufer. Der Rivière George mündet schließlich in die Ungava Bay.

## Kanu-Touren
Der Rivière George ist ein großer und breiter Fluss. Er bietet einen relativ einfachen und kostengünstigen Zugang zur Ungava Bay, verglichen mit anderen größeren Flüssen der Region, und ist deshalb beliebt für mehrtägige Kanu-Touren. Unterhalb des Lac de la Hutte Sauvage fängt der Rivière George erst richtig zu fließen an. Er bietet eine Unzahl an Stromschnellen unterschiedlicher Schwierigkeitsgrade, bis er Kangiqsualujjuaq nahe der Ungava Bay erreicht. Wegen seiner leichten Zugänglichkeit wird der Fluss auch von wenig erfahrenen Kanu-Touristen befahren, welche den Fluss unterschätzen und somit ihr Leben riskieren. Der französische Ausdruck «Fleuve» für Strom beschreibt besser den Charakter dieses Flusses. Die klimatischen Bedingungen begünstigen Unterkühlung. Kanuten müssen auch die Auswirkungen der Gezeiten auf den letzten 40 km des George berücksichtigen.

## Hydrometrie
Bei Flusskilometer 303, 25 km unterhalb des Lac de la Hutte Sauvage, befindet sich der Abflusspegel 03MD001 (⊙). Der gemessene mittlere Abfluss (MQ) an dieser Stelle beträgt 493 m³/s. Das zugehörige Einzugsgebiet beträgt 22.800 km². Der Abflusspegel 03ME002 (⊙), der zwischen 1962 und 1979 in Betrieb war, liegt oberhalb der Chutes Helen bei Flusskilometer 69 mit einem Einzugsgebiet von 35.200 km² und einem mittleren Abfluss von 744 m³/s.
Im folgenden Schaubild werden die mittleren monatlichen Abflüsse des Rivière George am Pegel 03MD001 für den Messzeitraum 1975–2021 in m³/s dargestellt.

## Geschichte
Der Fluss erhielt am 12. August 1811 seinen heutigen Namen von den beiden Missionaren der Herrnhuter Brüdergemeine Benjamin Gottlieb Kohlmeister und George Kmoch. Diese beiden Missionare kamen zuerst nach Okak in Labrador, und anschließend bis zur Ungava Bay mit der Vision, die Inuit zu bekehren.
Sie gaben dem Fluss den Namen von König Georg III., König von Großbritannien und Irland, der 1769 dieser Herrnhuter Brüdergemeine Land an der Labradorküste für eine ständige Besiedlung schenkte.